# Epicompsa
Epicompsa är ett släkte av fjärilar. Epicompsa ingår i familjen mätare.
Kladogram enligt Catalogue of Life:
| Epicompsa | \| \| Epicompsa xanthocrossa \| \| \| \| |
|           | \| \| Epicompsa xanthocrossa \| \| \| \| |
|           | Epicompsa xanthocrossa                   |
|           |                                          |